# 有馬温泉駅 (六甲有馬ロープウェー)
有馬温泉駅は兵庫県神戸市北区にある六甲有馬ロープウェーの索道駅である。

## 概要
六甲有馬ロープウェイの山麓駅である

## 歴史
- 1970年 7月27日: 有馬駅として開業[1][2][3]
- 日時不明: 有馬温泉駅に改称

## 駅構造
1面2線の島式ホーム

## 駅周辺
神戸電鉄有馬温泉駅とは直線距離で約900mも離れており乗換には適さない

## 隣の駅
| 六甲有馬ロープウェイ  | 六甲有馬ロープウェイ | 六甲有馬ロープウェイ |
| --------------------- | -------------------- | -------------------- |
| 六甲山頂 六甲山頂方面 |                      | 終点駅               |